# 山本順三
山本順三（1954年10月27日—），生于日本爱媛县今治市，日本政治家。現為自由民主党的参議院議員。曾任愛媛縣議会議員、愛媛縣議会副議長、国土交通副大臣、内閣府副大臣、復興副大臣等，於2018年10月2日起擔任国家公安委員会委員長、防災擔當國務大臣。